# Đệ nhất Phu nhân Hàn Quốc
Đệ nhất Phu nhân Đại Hàn Dân Quốc hay Đệ nhất Phu nhân Hàn Quốc là vợ của Tổng thống Hàn Quốc.
Trong thời kỳ cầm quyền của Tổng thống Park Chung-hee, con gái của ông, Park Geun-hye, đã đảm nhận nhiệm vụ Đệ Nhất Phu nhân sau khi mẹ bà, Yuk Young-soo bị ám sát. Bên cạnh đó, Park Geun-hye là nữ tổng thống đầu tiên và duy nhất của Hàn Quốc cho đến nay đồng thời bà cũng chưa bao giờ kết hôn khi tại nhiệm vì vậy Hàn Quốc vẫn chưa có Đệ nhất Phu quân.
Đệ nhất Phu nhân Hàn Quốc chính thức gần đây là bà Kim Hye-kyung; vợ của Tổng thống Lee Jae-myung, tại nhiệm từ ngày 4 tháng 6 năm 2025, từ khi ông Lee Jae-myung nhậm chức.

## Danh sách
| I# | A# | Chân dung | Tên | Nhiệm kỳ                                                                              | Tuổi lúc bắt đầu nhiệm kỳ                                                             | Tổng thống                                                                            |
| -- | -- | --- | --- | ------------------------------------------------------------------------------------- | ------------------------------------------------------------------------------------- | ------------------------------------------------------------------------------------- |
| 1  | 1  | | Franziska Donner (프란체스카 도너) Quốc gia sinh: Áo 15 tháng 6 năm 1900 – 19 tháng 3 năm 1992 (91 tuổi) | 15 tháng 8 năm 1948 – 26 tháng 4 năm 1960                                             | 48 năm, 61 ngày                                                                       | Rhee Syng-man m. 8 tháng 10 năm 1934                                                  |
| 1  | 2  | | Franziska Donner (프란체스카 도너) Quốc gia sinh: Áo 15 tháng 6 năm 1900 – 19 tháng 3 năm 1992 (91 tuổi) | 15 tháng 8 năm 1948 – 26 tháng 4 năm 1960                                             | 48 năm, 61 ngày                                                                       | Rhee Syng-man m. 8 tháng 10 năm 1934                                                  |
| 1  | 3  | | Franziska Donner (프란체스카 도너) Quốc gia sinh: Áo 15 tháng 6 năm 1900 – 19 tháng 3 năm 1992 (91 tuổi) | 15 tháng 8 năm 1948 – 26 tháng 4 năm 1960                                             | 48 năm, 61 ngày                                                                       | Rhee Syng-man m. 8 tháng 10 năm 1934                                                  |
| 2  | 4  | | Gong Deok-gwi (공덕귀 / 孔德貴) 21 tháng 4 năm 1911 – 24 tháng 11 năm 1997 (86 tuổi)                     | 13 tháng 8 năm 1960 – 23 tháng 3 năm 1962                                             | 49 năm, 114 ngày                                                                      | Yun Bo-seon m. 6 tháng 1 năm 1949                                                     |
| 3  | 5  | | Yuk Young-soo (육영수 / 陸英修) 29 tháng 11 năm 1925 – 15 tháng 8 năm 1974 (48 tuổi)                     | 17 tháng 12 năm 1963 – 15 tháng 8 năm 1974                                            | 38 năm, 18 ngày                                                                       | Park Chung-hee m. 12 tháng 12 năm 1950                                                |
| 3  | 6  | | Yuk Young-soo (육영수 / 陸英修) 29 tháng 11 năm 1925 – 15 tháng 8 năm 1974 (48 tuổi)                     | 17 tháng 12 năm 1963 – 15 tháng 8 năm 1974                                            | 38 năm, 18 ngày                                                                       | Park Chung-hee m. 12 tháng 12 năm 1950                                                |
| 3  | 7  | | Yuk Young-soo (육영수 / 陸英修) 29 tháng 11 năm 1925 – 15 tháng 8 năm 1974 (48 tuổi)                     | 17 tháng 12 năm 1963 – 15 tháng 8 năm 1974                                            | 38 năm, 18 ngày                                                                       | Park Chung-hee m. 12 tháng 12 năm 1950                                                |
| 3  | 8  | | Yuk Young-soo (육영수 / 陸英修) 29 tháng 11 năm 1925 – 15 tháng 8 năm 1974 (48 tuổi)                     | 17 tháng 12 năm 1963 – 15 tháng 8 năm 1974                                            | 38 năm, 18 ngày                                                                       | Park Chung-hee m. 12 tháng 12 năm 1950                                                |
| 3  |    | Park Geun-hye (Park Geun Hye là con gái của Park Chung-hee, và đảm nhiệm với tư cách là Đệ nhất Phu nhân tiếp theo sau cái chết của Yuk Young-soo) (박근혜 / 朴槿惠) Sinh ngày 2 tháng 2, 1952 | 16 tháng 8 năm 1974 – 26 tháng 10 năm 1979                                                               | 23 năm, 195 ngày                                                                      | (con gái của) Park Chung-hee                                                          |                                                                                       |
| 3  | 9  | Park Geun-hye (Park Geun Hye là con gái của Park Chung-hee, và đảm nhiệm với tư cách là Đệ nhất Phu nhân tiếp theo sau cái chết của Yuk Young-soo) (박근혜 / 朴槿惠) Sinh ngày 2 tháng 2, 1952 | 16 tháng 8 năm 1974 – 26 tháng 10 năm 1979                                                               | 23 năm, 195 ngày                                                                      | (con gái của) Park Chung-hee                                                          |                                                                                       |
| 4  | 10 | | Hong Gi (홍기 / 洪基) 3 tháng 3 năm 1916 – 20 tháng 7 năm 2004 (88 tuổi)                                 | 6 tháng 12 năm 1979 – 15 tháng 8 năm 1980                                             | 63 năm, 278 ngày                                                                      | Choi Kyu-hah m. 1935                                                                  |
| 5  | 11 | | Lee Soon-ja (이순자 / 李順子) Sinh ngày 24 tháng 3, 1939                                                 | 1 tháng 9 năm 1980 – 24 tháng 2 năm 1988                                              | 41 năm, 161 ngày                                                                      | Chun Doo-hwan m. 1958                                                                 |
| 5  | 12 | | Lee Soon-ja (이순자 / 李順子) Sinh ngày 24 tháng 3, 1939                                                 | 1 tháng 9 năm 1980 – 24 tháng 2 năm 1988                                              | 41 năm, 161 ngày                                                                      | Chun Doo-hwan m. 1958                                                                 |
| 6  | 13 | | Kim Ok-suk (김옥숙 / 金玉淑) Sinh ngày 11 tháng 8, 1935                                                  | 25 tháng 2 năm 1988 – 24 tháng 2 năm 1993                                             | 52 năm, 198 ngày                                                                      | Roh Tae-woo m. 1959                                                                   |
| 7  | 14 | | Son Myeong-sun (손명순 / 孫命順) 16 tháng 1 năm 1929 – 7 tháng 3 năm 2024 (95 tuổi)                      | 25 tháng 2 năm 1993 – 24 tháng 2 năm 1998                                             | 64 năm, 40 ngày                                                                       | Kim Young-sam m. 1951                                                                 |
| 8  | 15 | | Lee Hee-hoh (이희호 / 李姬鎬) 21 tháng 9 năm 1922 – 10 tháng 6 năm 2019 (96 tuổi)                        | 25 tháng 2 năm 1998 – 24 tháng 2 năm 2003                                             | 75 năm, 157 ngày                                                                      | Kim Dae-jung m. 1962                                                                  |
| 9  | 16 | | Kwon Yang-sook (권양숙 / 權良淑) Sinh ngày 2 tháng 2, 1948                                               | 25 tháng 2 năm 2003 – 24 tháng 2 năm 2008                                             | 55 năm, 23 ngày                                                                       | Roh Moo-hyun m. 1973                                                                  |
| 10 | 17 | | Kim Yoon-ok (김윤옥 / 金潤玉) Sinh ngày 26 tháng 3, 1947                                                 | 25 tháng 2 năm 2008 – 24 tháng 2 năm 2013                                             | 60 năm, 336 ngày                                                                      | Lee Myung-bak m. ngày 19 tháng 12 năm 1970                                            |
| 11 | 18 | Không có ai (Tổng thống vào thời điểm đó, Park Geun-Hye, đơn thân, chưa từng kết hôn) | Không có ai (Tổng thống vào thời điểm đó, Park Geun-Hye, đơn thân, chưa từng kết hôn)                    | Không có ai (Tổng thống vào thời điểm đó, Park Geun-Hye, đơn thân, chưa từng kết hôn) | Không có ai (Tổng thống vào thời điểm đó, Park Geun-Hye, đơn thân, chưa từng kết hôn) | Không có ai (Tổng thống vào thời điểm đó, Park Geun-Hye, đơn thân, chưa từng kết hôn) |
| 12 | 19 | | Kim Jung-sook (김정숙 / 金正淑) Sinh ngày 15 tháng 11, 1955                                              | 10 tháng 5 năm 2017 – 9 tháng 5 năm 2022                                              | 61 năm, 176 ngày                                                                      | Moon Jae-in m. 1981                                                                   |
| 13 | 20 | | Kim Kun-hee (김건희 / 金建希) Sinh ngày 2 tháng 9, 1972                                                  | 10 tháng 5 năm 2022 – 4 tháng 4 năm 2025                                              | 49 năm, 249 ngày                                                                      | Yoon Suk-yeol m. 2012                                                                 |
| 14 | 21 | | Kim Hye-kyung (김혜경 / 金惠景) Sinh ngày 12 tháng 9, 1966                                               | 4 tháng 6 năm 2025 – Đương nhiệm                                                      | 58 năm, 265 ngày                                                                      | Lee Jae-myung m. 1991                                                                 |